# Velké Janovice
Velké Janovice  (en allemand : Groß Janowitz) est une commune du district de Žďár nad Sázavou, dans la région de Vysočina, en République tchèque. Sa population s'élevait à 127 habitants en 2020.

## Géographie
Velké Janovice  se trouve à 8 km au nord-est de Bystřice nad Pernštejnem, à 20,5 km à l'est-nord-est de Žďár nad Sázavou, à 50 km au nord-est de Jihlava et à 140 km au sud-est de Prague.
La commune est limitée par Strachujov au nord, par Dalečín à l'est, par Písečné au sud, par Lísek à l'ouest et par Věcov au nord-ouest.

## Histoire
La première mention écrite de la localité date de 1364.

## Transports
Par la route, Velké Janovice  se trouve à 8,7 km de Bystřice nad Pernštejnem, à 32 km de Žďár nad Sázavou, à 68,5 km de Jihlava et à 188 km de Prague.